# Chico 50 Anos: O Político
Compilação de músicas com teor político gravadas por Chico Buarque, da série Chico 50 Anos, lançada em 1994. 

## Lista de faixas
| N.º | Título                         | Duração |  |
| 1.  | "Construção"                   | 6:23    |  |
| 2.  | "Apesar De Você"               | 3:54    |  |
| 3.  | "Cálice"                       | 4:00    |  |
| 4.  | "Samba De Orly"                | 2:42    |  |
| 5.  | "Acorda Amor"                  | 2:21    |  |
| 6.  | "Meu Caro Amigo"               | 4:22    |  |
| 7.  | "Bom Conselho"                 | 2:00    |  |
| 8.  | "Gota D'Água"                  | 2:30    |  |
| 9.  | "O Que Será (A Flor Da Terra)" | 2:46    |  |
| 10. | "Fado Tropical"                | 4:11    |  |
| 11. | "Tanto Mar"                    | 1:53    |  |
| 12. | "Angélica"                     | 3:08    |  |
| 13. | "Cordão"                       | 2:31    |  |
| 14. | "Deus Lhe Pague"               | 3:20    |  |